# Iganga
Iganga ist eine Stadt im Zentrum Ugandas mit 45.023 Einwohnern. Sie ist die Hauptstadt des gleichnamigen Distrikts Iganga.
Die Stadt ist der Standort des Hauptcampus der Busoga University.
Iganga besitzt einen kleinen Flugplatz. Fernstraßenverbindungen bestehen nach Jinja, Kaliro, Busembatia und Busia. Zudem hat der Ort Anschluss an die Uganda Railway, die von Mombasa am Indischen Ozean kommend nach Kampala weiterführt.
Die örtliche katholische Pfarrei St. Peter Claver gehört zum Bistum Jinja.

## Bevölkerungsentwicklung
| Jahr           | Einwohner |
| -------------- | --------- |
| Zensus 1991    | 19.740    |
| Zensus 2002    | 39.472    |
| Schätzung 2005 | 45.023    |